# Terry Southern
Terry Southern (Alvarado, 1º maggio 1924 – New York, 29 ottobre 1995) è stato uno scrittore e sceneggiatore statunitense.

## Biografia
Oltre al movimento letterario della Parigi del dopoguerra e agli scrittori beat del Greenwich Village, Southern era anche al centro della Swinging London degli anni sessanta, e contribuì a cambiare lo stile e la sostanza dei film americani degli anni settanta.

## Opere
- Flash and Filigree (1958)
- Candy (con Mason Hoffenberg) (1958)
- Guy il grande[1] (The Magic Christian) (1959), pubblicato in Italia anche con il titolo Il grande Guy[1]
- Red-Dirt Marijuana and Other Tastes (1967)
- Blue Movie (1970)
- Texas Summer (1992)

## Sceneggiature
- Il dottor Stranamore - Ovvero: come ho imparato a non preoccuparmi e ad amare la bomba (Dr. Strangelove or: How I Learned to Stop Worrying and Love the Bomb), regia di Stanley Kubrick (1964) - co-sceneggiato con Stanley Kubrick e Peter George
- Il caro estinto (The Loved One), regia di Tony Richardson (1965) - co-sceneggiato con Christopher Isherwood
- Il collezionista (The Collector), regia di William Wyler (1965) - non accreditato
- Cincinnati Kid (The Cincinnati Kid), regia di Norman Jewison (1966) - co-sceneggiato con Ring Lardner Jr.
- James Bond 007 - Casino Royale (Casino Royale), regia di John Huston, Kenneth Hughes, Val Guest, Robert Parrish, Joseph McGrath (1967) - non accreditato
- Barbarella, regia di Roger Vadim (1968) - co-sceneggiato con Roger Vadim, Claude Brule, Vittorio Bonicelli, Clement Biddle Wood, Brian Degas e Tudor Gates
- Easy Rider - Libertà e paura (Easy Rider), regia di Dennis Hopper (1969) - co-sceneggiato con Peter Fonda e Dennis Hopper
- Le incredibili avventure del signor Grand col complesso del miliardo e il pallino della truffa (The Magic Christian), regia di Joseph McGrath (1969) - co-sceneggiato con Joseph McGrath
- End of the Road, regia di Aram Avakian (1970)
- The Telephone, regia di Rip Torn (1988) - co-sceneggiato con Harry Nilsson